# Sistema de Kensington

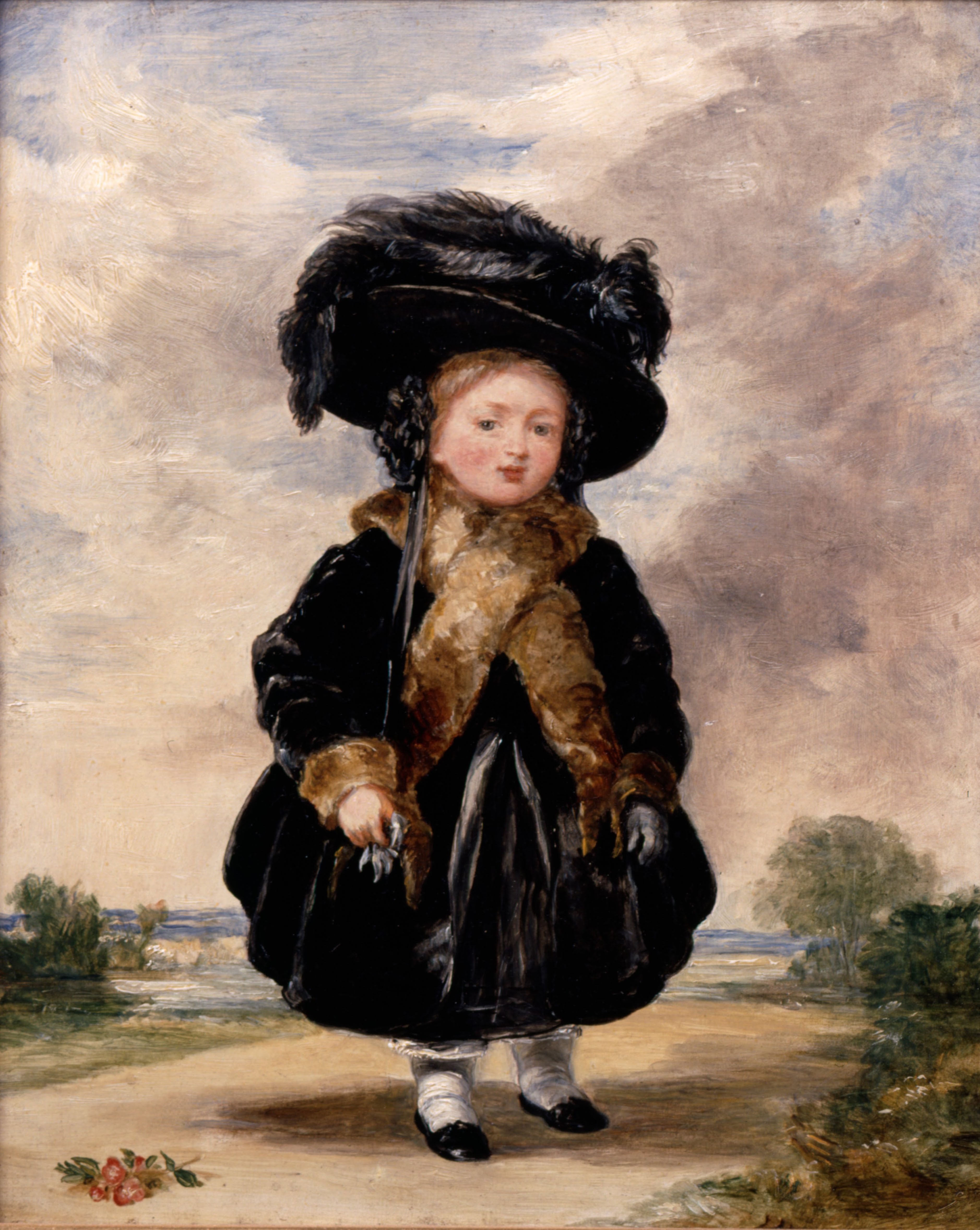
Vitória aos seus 4 anos.

O Sistema Kensington era um conjunto estrito e elaborado de regras projetado por Vitória, a duquesa de Kent, juntamente com seu assistente, Sir John Conroy, sobre a criação da filha da duquesa, a futura rainha Vitória. É nomeado após o Palácio de Kensington em Londres, onde Vitória residiu com sua mãe antes de asceder ao trono.

## Aplicação
O sistema tinha como objetivo tornar a jovem princesa Vitória fraca e dependente, e, portanto, improvável de aderir a seus outros parentes na Casa de Hanôver contra sua mãe e Conroy. A jovem Vitória nunca teve permissão para se separar de sua mãe, de seu tutor ou de suas governantas, da baronesa Lehzen e da duquesa de Northumberland. Ela foi mantida isolada de outras crianças; sua mãe e Conroy estritamente monitoraram e registraram cada ação dela e controlaram inteiramente quem ela podia se encontrar.
Vitória teve apenas dois companheiros durante a adolescência: sua meia-irmã, Princesa Feodora de Leiningen, e a filha de Conroy, Victoire. Apenas viagens ocasionais eram feitas fora dos terrenos do palácio; duas visitas a Claremont para ver seu tio Leopoldo I da Bélgica influenciaram fortemente a opinião de Vitória sobre o sistema. Quando ficou claro que Vitória herdaria o trono, eles tentaram induzir Vitória a nomear Conroy sua secretária pessoal e tesoureiro através de uma longa série de ameaças e intimidação, sem sucesso.

### Rotina diária
A duquesa de Kent instituiu uma programação diária rigorosa para a educação de Vitória. As aulas da manhã começaram às 9h30, com um intervalo às 11h30. As aulas seriam retomadas à tarde às 15h e durariam até às 17h.

### Educação
A educação de Vitória começou aos cinco anos de idade. Seu primeiro professor, o reverendo George Davys, decano de Chester, instruiu-a sobre as escrituras. A duquesa de Kent pessoalmente perfuraria a filha depois de cada aula. Aos oito anos de idade, Victoria começou a aprender decoro, leitura e escrita da baronesa Lehzen. Mais tarde, ela estudou grego, latim, italiano, francês e alemão, que mais tarde conversou com o príncipe Alberto quando começaram a namorar em 1839.

### Endosso
O sistema foi endossado pelo meio-irmão da rainha Vitória, Carlos, 3º Príncipe de Leiningen, que apoiou as ambições de sua mãe por uma regência. Em 1841, depois que Vitória se tornou rainha e fez seu descontentamento com o Sistema Kensington conhecido, Carlos tentou justificá-lo em seu livro Uma História Completa da Política Seguida em Kensington, Sob a Orientação de Sir John Conroy.

## A resposta de Vitória
O Sistema Kensington foi um fracasso absoluto e saiu pela culatra de forma espetacular: Vitória passou a odiar sua mãe, Conroy, e a dama de companhia de sua mãe, Lady Flora Hastings, sobre o sistema. Seus dois primeiros pedidos, em sua ascensão, eram que ela deveria ter uma hora de licença (que o Sistema Kensington nunca havia permitido), e que sua cama deveria ser removida do quarto de sua mãe (que pressagiava a cessação da influência de sua mãe, e, através de sua mãe, a de Conroy). Entre os primeiros atos de Vitória em sua ascensão ao trono aos 18 anos de idade foi banir Conroy de seus apartamentos permanentemente.
Depois de um breve noivado, Vitória casou com o príncipe Alberto em 1840 e, portanto, já não era obrigada a conviver com a mãe. No final de sua cerimônia de casamento, ela apenas apertou a mão da Duquesa. Ela logo depois expulsou sua mãe do palácio e raramente a visitou, permanecendo fria e distante dela até o nascimento de sua primeira filha.